# ナカヤマン。
ナカヤマン。（男性、1974年- ）は、京都とロサンゼルスを拠点とするmarketing strategist/ contemporary artist。京都府京都市出身。海外では『YAMAN NKYMN』名義で活動する。
神戸大学で化学を学んだ後、マーケティングストラテジストとしてのキャリアをスタートさせ、ルイ・ヴィトン、シャネル、グッチなど世界的に有名なファッション・ハウスをパートナーにグローバルに活躍。ストラテジックディレクターとしてアニメ映画『シン・エヴァンゲリオン劇場版𝄇』(2021)の興行収入100億円達成に関わった。
ナカヤマン。は急速に変化するソーシャル・ビヘイビアに適応し、アルゴリズムを駆使したコミュニケーション分析とデータ解析を活用、2012年にはエンターテインメント性やインタラクティブ性、ゲーム性に対応したコンテンツの制作へと移行した。以来「Information transmission and its (ingrained) distortion/ 情報伝達とその（沈着した）歪曲」を中核テーマに、今も尚そのプロセスを加速させている。
化学の原理に基づき、ナカヤマン。の実践は、物質と社会の両方に作用する共通の法則（不可視な状態、関係性、相互作用、初期状態と平衡状態）を並置観察、並列類推することを特徴とする再コード化である。この並置視点からナカヤマン。は社会の不均衡を見抜き、マイノリティや「他者」に対する歪曲定義、その因子である情報伝達に焦点を向ける。
2021年2月、京都の国宝 飛雲閣での個展で本格的に現代アーティストとしての活動を開始。2022年2月に国際的なアートフェアFrieze Week Los Angelesの公式プログラムに招致され、初展示から僅か一年でグローバルデビューを果たした。
2023年11月、大徳寺 芳春院で展示『(跡見:)追儺 黒節分/ (ATOMI:)WHITE2BLACK』を開催。茶事を引用したリレーショナル・アート作品を発表し、漫画家の荒木飛呂彦、現代アーティストのシアスター・ゲイツ、楽焼家元の十六代 樂吉左衞門などが参加した。翌2024年8月には六本木 森美術館のコラボレーションに参加。同年2024年11月、ニューヨークのHOTEL (THE MERCER)で海外での初個展『(跡見:)黒節分/ (Atomi:)WHITE2BLACK∈division』を開催した。

## 作品リスト
“POLYPTYCH - NOEL 2012” commissioned by CHANEL (2012)
“POLYPTYCH - NOEL 2013” commissioned by CHANEL (2013)
“GU TimeLine” commissioned by FAST RETAILING CO., LTD. (2014)
“POLYPTYCH - COCO SHOOT” commissioned by CHANEL (2015)
“From New York to Tokyo” commissioned by GUCCI (2015)
“LAST PHOTOBOOTH - LOUIS VUITTON x Jake & Dinos Chapman” commissioned by LOUIS VUITTON (2017)
“TAMBOUR HORIZON” commissioned by LOUIS VUITTON (2017)
“THE ARCADE” commissioned by COACH (2018)
“陸奥の 安達原の黒塚に 鬼籠もれりと言うはまことか (UN)KEEPALL”  (2021)
“陸奥の 安達原の黒塚に 鬼籠もれりと言うはまことか (UN)KEEPALL (1.0: 1.0, 1.0, 1.0, 1.0) 1.0”  (2022)
“THE ULTIMATE OTHER” produced by Frieze Studios  (2022)
“年ごとに 人はやらへど目に見えぬ 心の鬼はゆく方もなし WHITE2BLACK 11072023” (2023)
“Beauty and Generosity between us, not division/ 私たちの間にあるのは分断ではなく、美と寛容である” produced by 茶美会, in collaboration with Theaster Gates (2024)
“年ごとに 人はやらへど目に見えぬ 心の鬼はゆく方もなし WHITE2BLACK 11062024” (2024)

## 作品

### 年ごとに 人はやらへど目に見えぬ 心の鬼はゆく方もなし WHITE2BLACK 11072023
2023年10月31日から11月8日、京都は大徳寺 芳春院で発表された茶事を引用したリレーショナルアート作品。茶事『追儺 黒節分/WHITE2BLACK』が10月31日、11月4日、11月７日の各日３人の完全招待制で、展示『跡見:追儺 黒節分/Atomi:WHITE2BLACK』が跡見の茶事を引用する形式で11月3日、5日、8日の各日27人限定の完全予約制で実施された。各茶事の正客は、現代アーティストのシアスター・ゲイツ、漫画家の荒木飛呂彦、楽焼家元の十六代・樂吉左衞門が務めた。
コンセプトは「情報伝達とその（沈着した）歪曲」。「歪曲」を善悪両義で扱い、情報として伝達した時点で何かしらの歪曲を含むことを前提としている。数百年も経てば歪曲は沈着し、何が事実か分からなくなる。また500年、1000年、あるいは2000年前の情報が現存しているということは、「史実」と「正史」の差分、つまり時の勝者、権力者、体制＝マジョリティの意志が介在している可能性がある。これに相応しい題材として450年の歴史を持つ「千利休の茶」が扱われた。
千利休にリンクするものとして「おに」「菅原道真」「鉄腕アトム」が引用され、その全てが「まつろわぬもの」という共通項で示された。また海外の構造言語を持つ触媒として1999年のアメリカ映画「アメリカン・ビューティー」が、アメリカ人なりの侘び寂びを見いだす物語、主人公が解脱した瞬間に死を迎える物語として、千利休と重ねつつ引用された。
待合では(UN)KEEPALLで用いられた2m超の「おに」の仏像彫刻が展示され、その後、アニメ鉄腕アトムの展示がある薄茶席へと続いた。作家は「1960年代の鉄腕アトムはただの勧善懲悪の物語ではない。ロボットは人間と同等の感情を持つ設定である反面、ロボット三原則という法の下、人間と平等に競うことも争うことも許されていない。アトムが差別を受けることも、「まつろわぬもの」を演じる物語も少なくない」と説く。以降も作家の展示に登場する鉄腕アトムのセル画と子供のご飯茶碗が初めて使用された。

### 年ごとに 人はやらへど目に見えぬ 心の鬼はゆく方もなし WHITE2BLACK 11062024[6]
2024年11月6日から9日、ニューヨークのマーサホテルで発表された茶事を引用したリレーショナルアート作品。茶事『黒節分/WHITE2BLACK∈division』が11月6から8日の各日３人の完全招待制で、展示『跡見:黒節分/Atomi:WHITE2BLACK∈division』が跡見の茶事を引用する形式で11月9日単日、81名限定の完全予約制で実施された。
コンセプトは引き続き「情報伝達とその（沈着した）歪曲」。茶の湯文化とアニメ文化を並置観測する形で企画された本作は、文化の栄枯盛衰における、主観的美意識から客観的美意識への転換に焦点をあてることで、ひとつの問題を提起している。
「千利休の主観的美意識によって成熟し、利休百年忌を境に”利休ならどう考えたか”を問う客観的美意識に転換した茶の湯文化。社会から切り離され成長した主観的美学が、1989年の宮﨑勤事件により決定的に社会から分断。その状況を打破すべく、大人でも楽しめるアニメ”新世紀エヴァンゲリオン”が生まれ、以降グローバル・ニッチマス・コンテンツとして客観転換したのがアニメ文化」こう見立てた作家は「現代における客観的美意識としての茶の湯文化とアニメ文化は、履修可能な”型”にすぎないのでは」と問う。
文化における主観的美学の価値を探求すべく、神道イズムを用いてテーゼされた本作では、茶事（懐石料理と薄茶、濃茶を含む3.5時間の席）の形式を持ちいて、失われた主観的美意識の擬似体験が提供された。触媒性のある引用として1999年のアメリカ映画「アメリカン・ビューティー」や1960年代の白黒アニメ「鉄腕アトム」のほか、90年代のアニメ「美少女戦士セーラームーンS」や「新世紀エヴァンゲリオン」、ファッションカルチャーからマルタン・マルジェラの1990年春夏コレクションなど、リレーショナルアートが活発だった時代の文化要素が用いられた。

## 関連作品

### THE ULTIMATE OTHER[3]
2022年5月5日にFrieze.comで公開された、ナカヤマン。の作品『陸奥の 安達原の黒塚に 鬼籠もれりと言うはまことか (UN)KEEPALL (1.0: 1.0, 1.0, 1.0, 1.0) 1.0』の制作過程を追ったFrieze Studios制作の短編映画。
ナカヤマン。の他、ハリウッドで活躍する女優の岡本多緒、コレクションモデルのフェルナンダ・リー、LAのギャラリストのキブン・キム、西本願寺の執行長である武田昭英が出演する本作は、コロナ禍に米国で興った反アジアン・ヘイトの文脈で、(UN)KEEPALLとそのテーマであるマイノリティ・イシューを掘り下げている。
コロナ・パンデミックの中、ナカヤマン。が日本の民間伝承における「おに」の意味に「疫病そのもの」と「疫病を退けるもの」の両義が存在することに注目し、「おに」を人間に歪曲され都合よく利用される弱者の定義と重ねるところから物語を展開。グローバル・パンデミックによって炙り出された「マイノリティに課せられた矛盾」こそがアジアン・ヘイトであると指摘する。アジア系アメリカ人のマイノリティ性と、モデル・マイノリティとして扱われるスケープゴート性の対比はまさに「おに」と重なっていく。
ナカヤマン。は自身の作品を、物質ではなく儀式と表現している。慶派の仏像彫刻、国宝 飛雲閣、タイトルに用いられた平安時代の歌人の和歌は、その儀式を本物にする為に必要な要素であると語る。またクエンティン・タランティーノの映画『キル・ビル』を「西洋の視点でアジア文化を描いたもの」として捉える一方で、タランティーノのオタクとしての愛が、差別性の回避に貢献している可能性を示唆する。岡本多緒は差別が愛と恐怖の天秤が恐怖に傾いたものだと定義し、キブン・キムとフェルナンダ・リーはアメリカ社会におけるアジア人とその文化の存在価値、マイノリティがその構造をも取り込もうとする視点を語る。

### Beauty and Generosity between us, not division/ 私たちの間にあるのは分断ではなく、美と寛容である[5]
2024年8月6日、森美術館『シアスター・ゲイツ展：アフロ民藝』の特設会場で発表。ナカヤマン。がクリエイティブディレクターを務める『茶美会』とシアスター・ゲイツのコラボレーションで、シアスター・ゲイツ、茶美会主宰の伊住禮次朗、ナカヤマン。の3名が亭主を務める茶事の形式を用いたリレーショナルアート作品。
本企画は2023年11月に大徳寺 芳春院で実施した『(跡見:)追儺 黒節分/ (Atomi:)WHITE2BLACK』を切っ掛けに実現し、ナカヤマン。は本作品の企画パートを担当。全体は『シアスター・ゲイツ展：アフロ民藝』の展示構成と作品を流用したもので、茶事の流儀に即して「待合」「献茶」「迎付」「懐石」「茶席」の順に体験を提供した。迎付では、亭主の一人であるシアスター・ゲイツが展示の特徴の一つであるDJセットを用いて客をもてなした。
最後の体験である茶席では「分断」を「美」と「寛容」に変換するというコンセプトのもと、亭主3名、客9名の合計12名が互いの為に茶を立て合う趣向で、亭主と客の境界線の消失が目指された。

## エキシビション

### 2021
“陸奥の 安達原の黒塚に 鬼籠もれりと言うはまことか (UN)KEEPALL” - Hiunkaku, Nishi Hongwanji temple, Kyoto

### 2022
Frieze Week Los Angeles - Rooftop in Downtown LA, Los Angeles, USA

### 2023
“(跡見:)追儺 黒節分/ (Atomi:)WHITE2BLACK” - Houshunin, Daitokuji temple, Kyoto

### 2024
“(跡見:)黒節分/ (Atomi:)WHITE2BLACK∈division” - HOTEL (THE MERCER), New York, USA

## 概要
2007年設立から2017年まで10年に渡り、ファッション領域に特化したデジタル・エージェンシー『ドレスイング』の代表を務めた。2017年、ロサンゼルスに『screamlouder Inc.（株式会社スクリイム・ラウダア）』を設立、同代表を務める。
ソーシャルメディアを用いたプロモーションの企画者として活躍し、SNS戦略のトップランナー、デジタル施策の第一人者と評される。
2012年にコンテンツ制作業務を開始して以降、クライアントの大半が海外ラグジュアリーブランドで、すべての依頼において広告代理店を介さずダイレクトに契約・コミュニケーションするスタイルを貫く。
2019年「シン・エヴァンゲリオン劇場版𝄇」にストラテジストとして参画。2020年、映画監督の庵野秀明と共同代表で『株式会社 八万・能』を設立。 2021年7月、同作はシリーズ前作の約2倍となる興行収入100億円を突破した。  これはエヴァンゲリオンシリーズ、庵野秀明監督作品ともに初の記録であり、これにより庵野秀明は100億円を突破した6人目の邦画監督となった。なお、共同配給の一つである東映としても初の100億円突破作品となった。  
2021年2月、国宝 飛雲閣での個展『陸奥の 安達原の黒塚に 鬼籠もれりと言うはまことか (UN)KEEPALL』で、本格的に現代アーティストとしての活動を開始。
現在の社会システムを鋭く批評する本作は、京都の西本願寺や、平安時代から続く慶派を継ぐ大佛師 松本明慶、日本のマンガ/アニメ表現の父である手塚治虫とのコラボレーションにより制作された。また、漫画家の荒木飛呂彦や安野モヨコ、料理人の未在 石原仁司や鮨よしたけ 吉武正博、TWIGGY. 松浦美穂、音楽家の千住明や大沢伸一などからの本作品評が公開されている。
緊急事態宣言下の京都で展示された本作品は、映像データ化されコロナ禍の強い制約の下で各国を巡回。緊急事態宣言下の渋谷・スクランブル交差点デジタルビルボードの全面ジャック、ロックダウン下のパリ・エドワード七世劇場の貸切無人上映、ロサンゼルス・映画「KILL BILL」のロケ地2ヶ所での上映が実施された。
2022年1月、各国のコロナ禍でのパブリック・アクティベーションを編集した作品『陸奥の 安達原の黒塚に 鬼籠もれりと言うはまことか (UN)KEEPALL (1.0: 1.0, 1.0, 1.0, 1.0) 1.0』を発表。
同年2月にはアートフェアFrieze Week Los Angelesの公式プログラムに同作品が招致されプレミア上映を実施、ウエストハリウッドのシャトーマーモントではプレミアディナーを開催。初展示から僅か一年でグローバルデビューを果たした。
2022年11月に茶懐石にフォーカスした作品『年ごとに 人はやらへど目に見えぬ 心の鬼はゆく方もなし WHITE-TO-BLACK 11062022』を発表。2023年2月には、1992年に茶道 裏千家15代鵬雲斎二男・伊住政和氏が設立した『茶美会』のクリエイティブディレクターに就任した。
2023年11月、大徳寺 芳春院で開催した個展『(跡見:)追儺 黒節分 / (ATOMI:)WHITE2BLACK』で、「情報伝達とその（沈着した）歪曲」をコンセプトにしたリレーショナル・アート作品『年ごとに 人はやらへど目に見えぬ 心の鬼はゆく方もなし WHITE2BLACK 11072023』を発表した。茶美会の茶事としての側面を持つこの作品には初代長次郎の黒茶碗、ノンコウの黒茶碗の他、1960年代の鉄腕アトムのセル画、茶碗などが用いられ、漫画家の荒木飛呂彦、現代アーティストのシアスター・ゲイツ、楽焼家元の十六代 樂吉左衞門、山科家三十代後嗣 山科言和などが参加した。

## 来歴
1974 - 2004
1974年、京都府京都市にて生まれる。洛南高等学校を経て神戸大学工学部 応用化学科に進学。卒業後はメーカーに就職し、商品企画部に所属する傍らでブランドマネージャー職を兼務。在職中、グロービスマネジメントスクールに通学、指定科目を修了している。 同在職中にVJ活動開始
2005
- 30歳で退社、独立。VJ、フリーランスのマーケターとして活動開始

2007
- 株式会社ドレスイング設立、代表就任。ファッション業界に特化したデジタル・エージェンシーとしてファッション業界に参入

2008
- ソーシャルメディアコンサルティング業務開始

2010
- ソフトバンクアカデミア参画。孫正義に師事

2012
- コンテンツ制作業務開始
- CHANELのコミッションワークを手掛ける

2013
- CHANELのコミッションワークを手掛ける

2014
- ファーストリテイリングのコミッションワークを手掛ける

2015
- CHANELのコミッションワークを手掛ける
- GUCCIのコミッションワークを手掛ける。渋谷スクランブル交差点デジタルビルボードを全面ジャック、映像作品を上映

2017
- LOUIS VUITTONのコミッションワークを手掛ける
- 株式会社ドレスイング完了。米国でscreamlouder Inc.（株式会社スクリイム・ラウダア）を設立することをWWD JAPANで発表
- COACHのグローバルコミッションワークを手掛ける

2019
- シン・エヴァンゲリオン劇場版𝄇に参画

2020
- 映画監督の庵野秀明と共同代表で株式会社 八万・能設立

2021
- 現代アーティストとして活動開始
- 2月 緊急事態宣言下の京都は西本願寺内の国宝建築 飛雲閣にて個展『陸奥の 安達原の黒塚に 鬼籠もれりと言うはまことか (UN)KEEPALL』を開催
- 作品『陸奥の 安達原の黒塚に 鬼籠もれりと言うはまことか (UN)KEEPALL』を発表
- 3月 スクランブル交差点デジタルビルボードを全面ジャック、緊急事態宣言下の渋谷で同作を上映
- 5月 エドワード7世劇場をジャック、ロックダウン下のパリで同作の貸切無人上映を実施
- 7月 ロサンゼルスのアメリカンセメントビルディング、ハイビスタのキルビルチャーチにて同作を上映

2022
- 作品『陸奥の 安達原の黒塚に 鬼籠もれりと言うはまことか (UN)KEEPALL (1.0: 1.0, 1.0, 1.0, 1.0 ) 1.0』をオンラインで発表
- 2月 同作がアートフェアFrieze Week Los Angelesの公式プログラムに招致されパブリック・プレミア上映を実施、グローバルデビューを果たす
- 2月 同作のプライベート・プレミアをウエストハリウッドのホテル、シャトーマーモントで開催。三十六歌仙に因んだ36名限定のプレミア・ディナーを行う
- 5月 Frieze Studiosが『陸奥の 安達原の黒塚に 鬼籠もれりと言うはまことか (UN)KEEPALL (1.0: 1.0, 1.0, 1.0, 1.0 ) 1.0』に関するドキュメンタリーフィルム『The Ultimate Other』を公開。2021年にアメリカで起こったアジアン・ヘイトをメインテーマにしている
- 11月 作品『年ごとに 人はやらへど目に見えぬ 心の鬼はゆく方もなし WHITE-TO-BLACK 11062022』を発表

2023
- 11月 京都は大徳寺 芳春院にて個展『(跡見:)追儺 黒節分/(ATOMI:)WHITE2BLACK』を開催
- 作品『年ごとに 人はやらへど目に見えぬ 心の鬼はゆく方もなし WHITE2BLACK 11072023』を発表

## エピソード・実績
- 独立当初半年間は、月収5万円だった [17]
- SNSコンサルティング期のクライアントは、マークスタイラー、ワールド、三陽商会などのリアルクローズ・アパレル企業 [18]
- ソフトバンクアカデミアの外部一期生である[19]
- ファーストリテイリングのプロモーション「GU TimeLine」では企画、制作に加え２年半の運用に関わり、GUのオンライン売上全体の2割を占めるまでに成長させた[17]
- 自身のプロジェクトでは、街頭ビジョン、雑誌タイアップ、テレビ番組の制作も手掛ける[20]
- デジタル戦略のスキーム『Single, Powerful Content for Multiple Channel（一つの強力なコンテンツを、複数のチャネルに最適化して総合展開する）』の発案者。数々のラグジュアリーブランドの成功事例が全てこのスキームによって企画されていたと、DECODED FASHION TOKYO（2016年）で公開した[21]。
- スクリイム・ラウダアは「より広く伝える」、いわゆるバイラルをコンセプトにしたアートプロジェクトだと語っている[18]

## 主な活動

### TV出演
- SENSORS（日本テレビ）（2015年）[22]

### 講演
- DECODED FASHION TOKYO @東京アメリカンクラブ（2016年）[21]
- ad:tech（キーノート・スピーチ） @みやこめっせ（2017年）[23]
- NewsPicks × academyhills @六本木アカデミーヒルズ（2018年）[24]
- FASHION WORLD TOKYO @東京ビッグサイト（2018年）[25]

### 寄稿
- バンクシーの「Dismaland」に訪れた、ナカヤマン。によるスペシャルレポート！ VOGUE JAPAN　2015年10月1日
- 開催中のヴェネチア・ビエンナーレ、今年のみどころを早速レポート。【前半】 VOGUE JAPAN　 2017年5月22日
- ダミアン・ハーストの“虚構”から何を感じるか？ ヴェネチア・ビエンナーレをナカヤマン。が行く。【後編】 VOGUE JAPAN　2017年6月4日
- ５年に一度の「ドクメンタ14」から見えた、魅力的作品とギリシャの現実。 VOGUE JAPAN　2017年7月8日
- ナカヤマン。が追跡する２度目の”Banksy Does New York” FAST GROW　2018年3月26日